# Horizon (rivista)
Horizon: A Review of Literature and Art è stata una rivista letteraria pubblicata a Londra tra dicembre 1939 e gennaio 1950. Fu curata da Cyril Connolly e fornì una ribalta per molti scrittori illustri ed emergenti, veniva pubblicata ogni quattro settimane.
Connolly ha fondato Horizon con Peter Watson come finanziatore ed è stato redattore per tutta la  pubblicazione, Stephen Spender svolse il ruolo di editor fino agli inizi del 1941. La rivista aveva una bassa tiratura (circa 9 500 copie), ma un impressionante elenco di collaboratori e ha avuto un impatto significativo sull'ambiente artistico durante e subito dopo la seconda guerra mondiale. Un numero della rivista fu dedicato all'Irlanda nel 1941, uno alla Svizzera nel 1946 e uno agli Stati Uniti d'America nel mese di ottobre 1947.

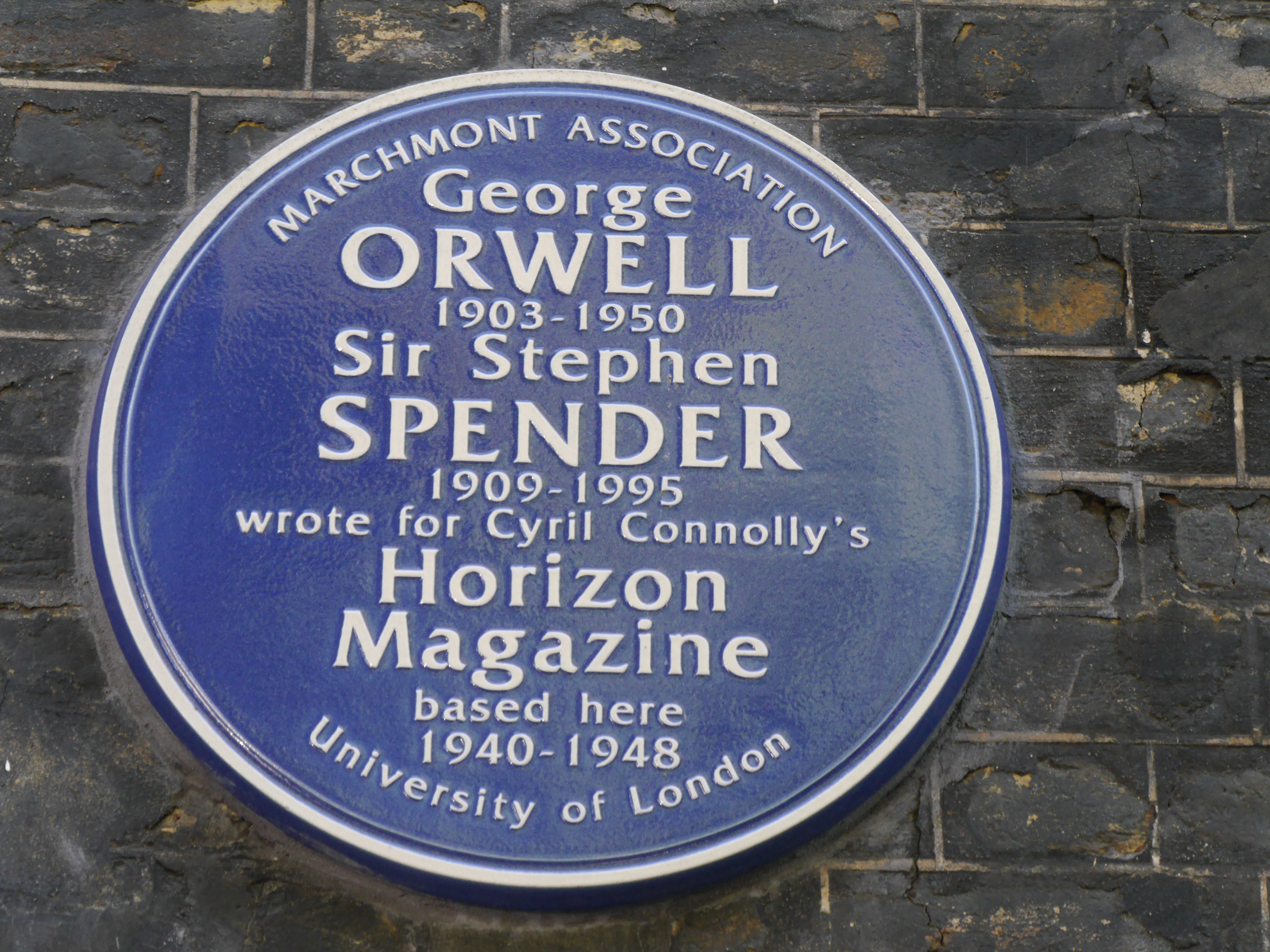
Targa commemorativa a Lansdowne Terrace, Londra.

Autori che hanno scritto sulla rivista:
- W. H. Auden
- Cecil Beaton
- Paul Bowles
- Robert Colquhoun
- T. S. Eliot
- William Empson
- Ian Fleming
- Graham Greene
- Augustus John
- Paul Klee
- Arthur Koestler
- Louis MacNeice
- André Masson
- Henry Miller
- Henry Moore
- George Orwell
- Bertrand Russell
- Vita Sackville-West
- Stephen Spender
- Wallace Stevens
- Dylan Thomas
- Eudora Welty
- Patrick White
- Virginia Woolf